# Hannes Van der Bruggen
Hannes Van der Bruggen (ur. 1 kwietnia 1993 w Aalst) – belgijski piłkarz grający na pozycji defensywnego pomocnika. Od 2021 jest zawodnikiem klubu Cercle Brugge.

## Kariera klubowa
Swoją piłkarską karierę Van der Bruggen rozpoczynał w juniorach takich klubów jak: KFC Olympic Burst (1999-2003), KFC Denderleeuw EH (2003-2004) i KAA Gent (2004-2010). W 2010 roku został zawodnikiem pierwszego zespołu Gent. 17 maja 2011 zadebiutował w jego barwach w pierwszej lidze belgijskiej w przegranym 0:3 wyjazdowym meczu z Club Brugge. W sezonie 2014/2015 wywalczył z Gent pierwszy w historii klubu tytuł mistrza Belgii. Latem 2015 zdobył z nim Superpuchar Belgii, a w sezonie 2015/2016 został wicemistrzem tego kraju.
17 stycznia 2021 Van der Bruggen przeszedł za darmo do KV Kortrijk. W nim swój debiut zanotował 21 stycznia 2017 w przegranym 2:3 domowym spotkaniu z SV Zulte Waregem. Zawodnikiem Kotrijk był do końca 2020 roku.
19 stycznia 2021 Van der Bruggen przeszedł za 300 tysięcy euro do Cercle Brugge. W barwach tego klubu swój debiut zaliczył 28 stycznia 2021 w przegranym 1:2 domowym meczu z Club Brugge.
| Sezon   | Klub          | Kraj   | Rozgrywki       | Mecze | Gole |
| ------- | ------------- | ------ | --------------- | ----- | ---- |
| 2010/11 | KAA Gent      | Belgia | Eerste klasse A | 1     | 0    |
| 2011/12 | KAA Gent      | Belgia | Eerste klasse A | 17    | 2    |
| 2012/13 | KAA Gent      | Belgia | Eerste klasse A | 32    | 2    |
| 2013/14 | KAA Gent      | Belgia | Eerste klasse A | 28    | 0    |
| 2014/15 | KAA Gent      | Belgia | Eerste klasse A | 24    | 1    |
| 2015/16 | KAA Gent      | Belgia | Eerste klasse A | 12    | 1    |
| 2016/17 | KAA Gent      | Belgia | Eerste klasse A | 7     | 1    |
| 2016/17 | KV Kortrijk   | Belgia | Eerste klasse A | 17    | 0    |
| 2017/18 | KV Kortrijk   | Belgia | Eerste klasse A | 37    | 0    |
| 2018/19 | KV Kortrijk   | Belgia | Eerste klasse A | 36    | 2    |
| 2019/20 | KV Kortrijk   | Belgia | Eerste klasse A | 25    | 3    |
| 2020/21 | KV Kortrijk   | Belgia | Eerste klasse A | 17    | 1    |
| 2020/21 | Cercle Brugge | Belgia | Eerste klasse A | 10    | 0    |

## Kariera reprezentacyjna
Van der Bruggen grał w młodzieżowych reprezentacjach Belgii na szczeblach U-16, U-17, U-18, U-19 i U-21. W 2011 roku wystąpił z kadrą U-19 na Mistrzostwach Europy U-19.